# バーノン (ブリティッシュコロンビア州)
バーノン（Vernon）は、カナダのブリティッシュコロンビア州南部の都市。人口は4万4519人（2021年）。

## 概要
バーノンはバンクーバーの440km東に位置している。ノース・オカナガン地域最大の都市だが、地域の行政府は南に隣接するコールドストリームに置かれている。山や湖に囲まれた風光明媚な町である。宮城県登米市と姉妹都市の関係にある。
バーノンには小規模のバーノン地域空港があるが、定期便の運航はない。このため、40km南のケロウナ国際空港が主に利用される。